# 静默寺

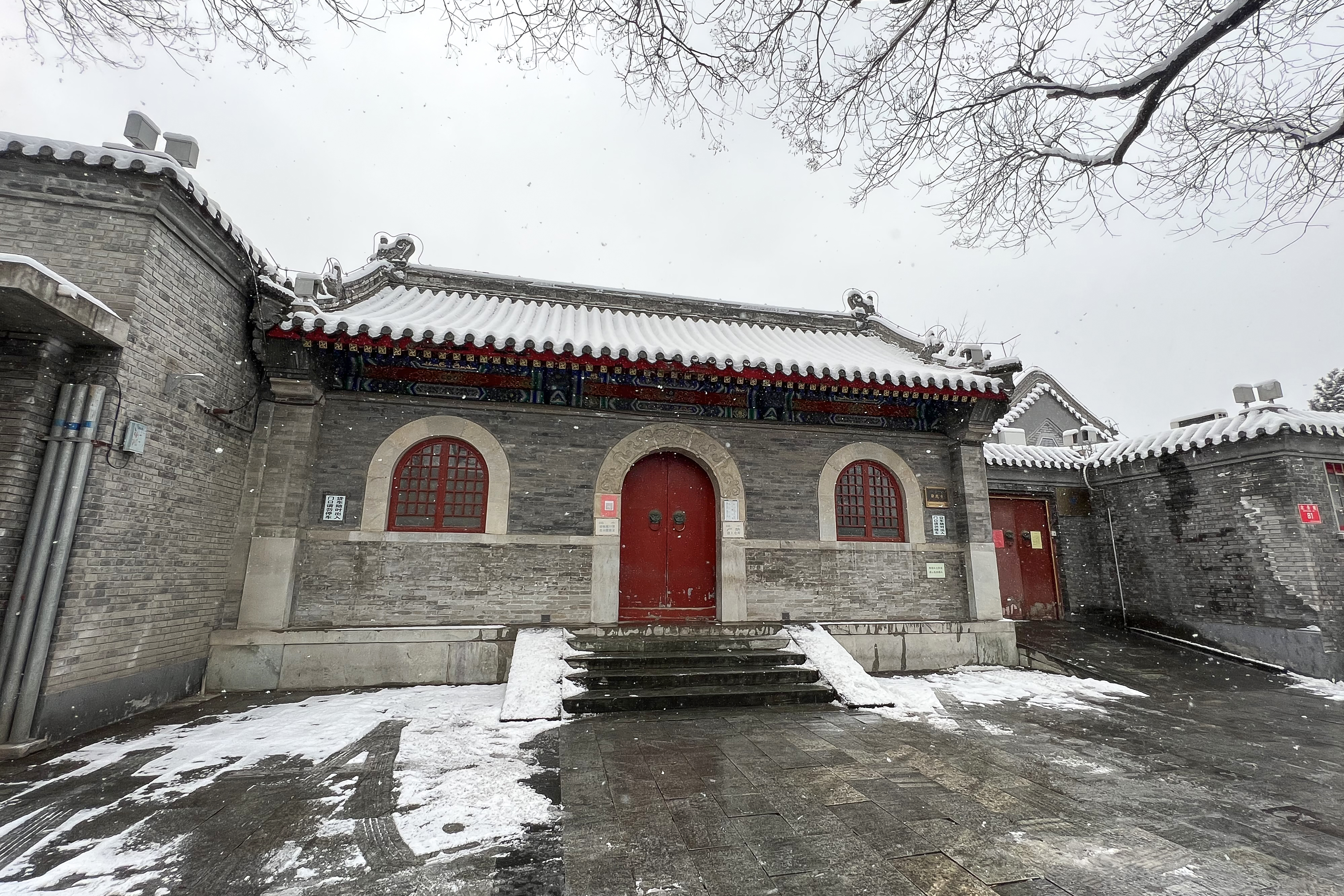
静默寺（2022年2月）

静默寺，位于中国北京市西城区北长街81号、83号，是一座汉传佛教寺院。现为西城区普查登记文物。

## 历史
静默寺的原址是一座元朝的关帝庙，后来在清朝康熙五十二年（1731年）重修，赐名静默寺。中华人民共和国时期，该寺临街的山门被改建为北长街居民委员会，寺内成为居民院。院内的大殿以及配殿全部成为民居，石碑则被砌入居民自建的厨房内。据该院居民称，过去该寺大殿内曾供奉有关帝的青龙偃月刀。原来该寺门前的石狮现埋于地下。